# Flaga Czuwaszji
Flagą państwową Republiki Czuwaszji (NHR: 208) jest pas płótna o proporcjach 5:8 w kolorze żółtym, z centralnie położonym czerwonym symbolem drzewa życia. Głównym elementem zawartym na fladze jest zaczerpnięte z godła Czuwaszii "drzewo życia" - symbol długiej drogi historycznej, przebytej przez naród czuwaski. Wyrasta ono z czuwaskiej ziemi. Czerwona barwa, jaką "drzewo życia" jest narysowane, symbolizuje odwieczne dążenie tego ludu ku wolności, które pozwoliły mu zachować tradycję i świadomość narodową. Jasnożółta barwa wypełniająca tło flagi jest kolorem słońca, źródła wszelkiego życia. Ponadto tradycyjnie według Czuwaszów kolor żółty jest najpiękniejszym kolorem na świecie. Ośmioramienne gwiazdy umieszczone nad drzewem są jednym z najbardziej rozpowszechnionych elementów czuwaskiego ornamentu; wyrażają piękno i doskonałość.
Autorem flagi (i godła) Czuwaszji jest czuwaski artysta ludowy Elli Michajłowicz Jurjew, którego projekt został wybrany spośród ponad 100 innych, jakie napłynęły na konkurs rozpisany w 1990 r. przez władze Czuwaszji na nowe symbole państwowe, mające zastąpić symbole z okresu radzieckiego. Flaga została oficjalnie przyjęta 29 kwietnia 1992 r. przez Radę Najwyższą. Dokładny opis flagi znajduje się w artykule 2 Ustawy o fladze; wówczas też poczyniono stosowne zmiany w Konstytucji Republiki.
Dzień 29 kwietnia jest w Czuwaszji świętem symboli narodowych.
- historyczne flagi czuwaskie - zdjęcia i opis (w języku rosyjskim)